# Matveï Platov
Matveï Ivanovitch Platov (en russe : Матве́й Ива́нович Пла́тов), né le 8 août 1753 (19 août dans le calendrier grégorien) à Starotcherkasskaïa (Russie) et mort le 3 janvier 1818 (15 janvier dans le calendrier grégorien) à Taganrog (Russie), est un général russe.

## Biographie
Entre 1774 et 1784, après la Guerre russo-turque de 1768-1774, il participe à l’annexion du Khanat de Crimée qui débouchera sur la Guerre russo-turque de 1787-1792 sous les ordres d’Alexandre Souvorov. Il est fait chevalier de l’Ordre de Saint-Georges de 4e classe pour sa participation à la prise d’Otchakiv. Puis il est fait chevalier de l’Ordre de Saint-Georges de 3e classe pour sa participation à l’affaire d’Izmaïl. En 1793, il est fait ataman des cosaques de Iekaterinoslav et de Tchougouïev.
Il est fait chevalier de l’Ordre de Saint-Vladimir de 3e classe pour sa participation à l’expédition russe en Perse de 1796.

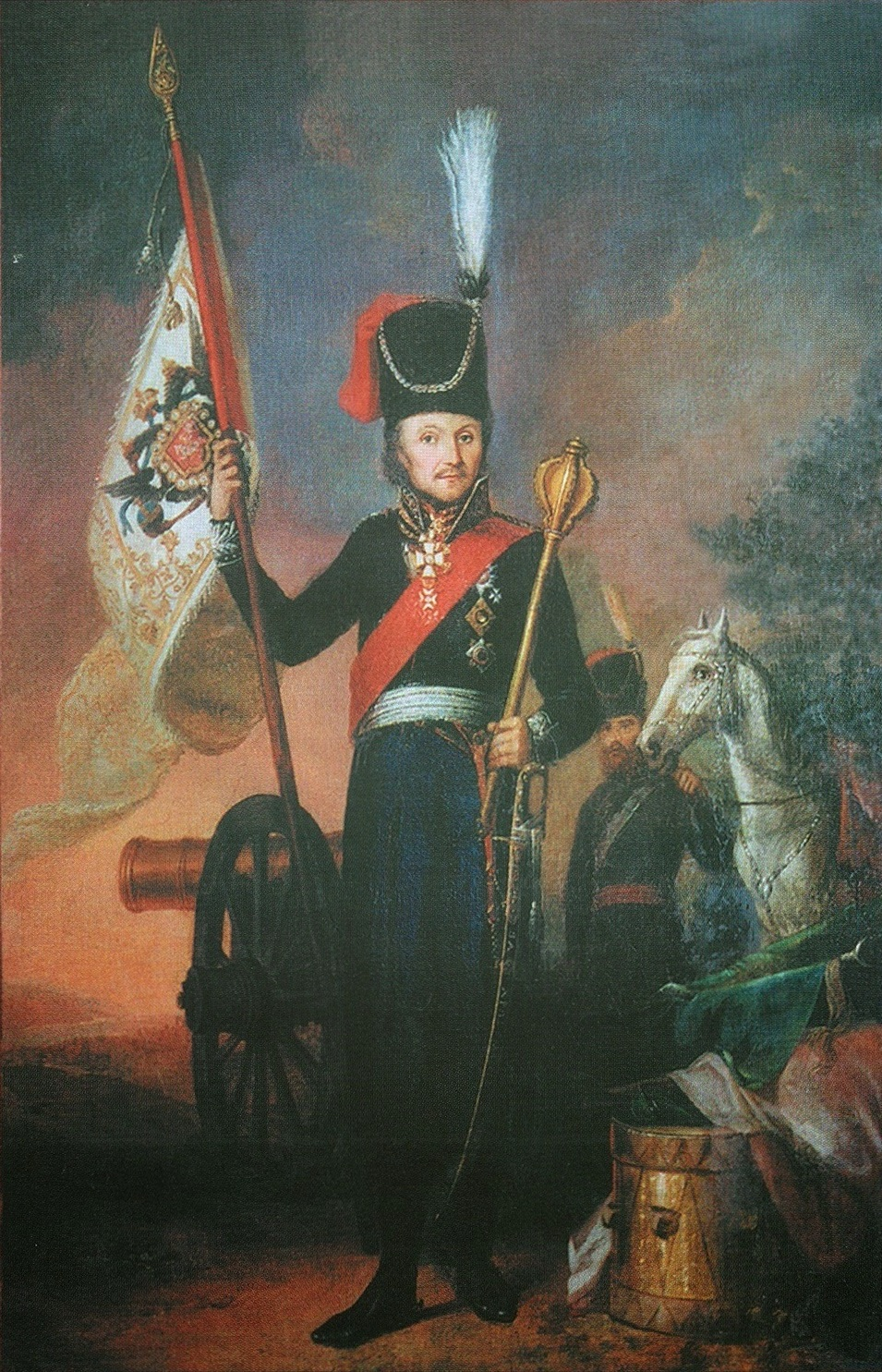
Son portrait par Tropinine au musée de Starotcherkasskaïa.

Disgracié et emprisonné par Paul Ier qui le réhabilitera en lui décernant le titre de Commandeur de l’ordre de Saint-Jean de Jérusalem (Russie impériale) et le fait ataman des cosaques du Don, confirmé en 1805 par Alexandre Ier.
Pendant les guerres napoléoniennes, notamment la Quatrième Coalition, il commande les troupes cosaques. Le 11 octobre 1809, il est promu général de cavalerie. Lors de la Sixième Coalition, il commande les cosaques de la deuxième armée de l’ouest sous les ordres de Piotr Ivanovitch Bagration. Il est fait comte d’Empire après son action lors de la retraite des armées napoléoniennes de Russie.
Il accompagne Alexandre Ier en Grande-Bretagne et Thomas Lawrence le représente sur une toile en pied.
Gavril Derjavine lui dédicacera une ode. Des statues équestres à Novotcherkassk et Aksaï le représentent.
L'université polytechnique d'État du sud de la Russie M.I. Platov porte son nom.